# Жанажурт
Жанажу́рт (каз. Жаңажұрт) — село у складі Шетського району Карагандинської області Казахстану. Входить до складу Талдинського сільського округу.
Населення — 25 осіб (2021; 72 у 2009, 158 у 1999, 184 у 1989).
Національний склад станом на 1989 рік:
- казахи — 100 %.